# Hoogenweg

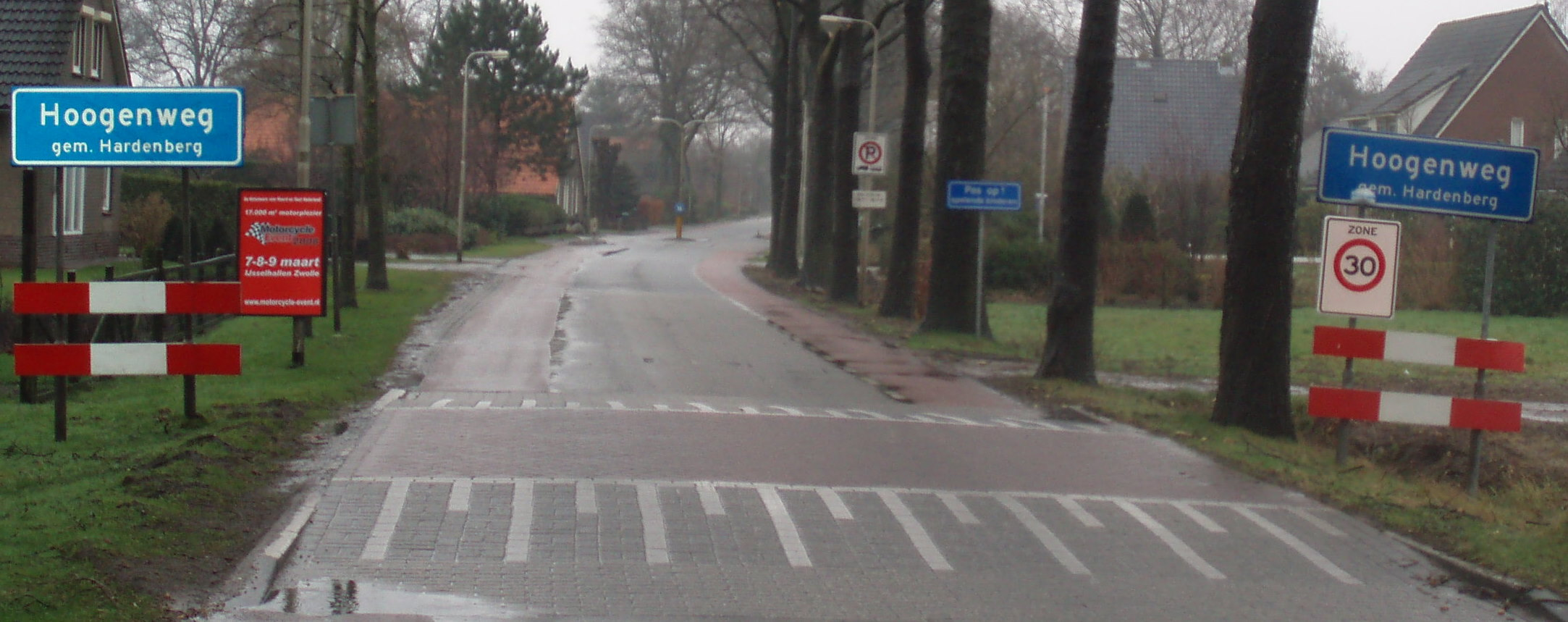
Plaatsnaamborden

De Nederlandse buurtschappen Hoogenweg, Hardenbergerveld en Venebrugge vallen onder de gemeente Hardenberg (noordoost Overijssel) en liggen even ten oosten van de plaats Hardenberg. Samen tellen de buurtschappen circa 600 inwoners, waarvan het grootste deel in Hoogenweg woont. Er staan circa 185 woningen en het totale wegennet is ongeveer 17,5 kilometer lang.
Deze buurtschappen liggen aan een belangrijke route naar Duitsland en zijn vrij gemakkelijk te bereiken. Redelijk centraal gelegen in het gebied is het gehucht Hoogenweg met daarin onder andere 'Gebouw Hoogenweg'. Van oorsprong een verenigingsgebouw dat inmiddels commercieel wordt uitgebaat. Nog steeds vormt het Gebouw de thuisbasis van de meeste verenigingen. Daarnaast kent Hoogenweg een eigen ijsbaan, een klein park met sportveld en speeltuin en is ook Manege Hoogenweg hier gesitueerd.
Het gebied wordt omgeven door Duitsland in het oosten, het Hardenbergse industrieterrein Broeklanden in het zuiden en kanaal Almelo-De Haandrik in het westen.

## Geschiedenis
Venebrugge was lange tijd een belangrijke schakel in de handelsroute tussen Zwolle en het Duitse achterland, omdat hier de oversteek over het veen gemaakt kon worden. Daarnaast is Venebrugge de laatste plaats langs deze route op Nederlands grondgebied en dus ook een belangrijk punt in de vroegere verdedigingswerken langs de grens.
Hoogenweg, dat langs dezelfde route ligt, is wat dat betreft veel minder bekend en wordt in de geschiedenisboeken dan ook vrijwel niet genoemd. Een meer bekende naam (althans in de regionale musea) is de Hardenbergerheide, nu beter bekend onder de naam Hardenbergerveld, waar in 1580 een grote veldslag plaatsvond tussen het Spaanse leger en de troepen van Willem van Oranje.
Steden: Hardenberg · Gramsbergen      Dorpen: Balkbrug · Bergentheim · Bruchterveld · De Krim · Dedemsvaart · Heemse · Kloosterhaar (deels) · Lutten · Mariënberg · Oud Avereest · Rheeze · Schuinesloot · Sibculo · Slagharen

Buurtschappen: Achterin · Ane · Anerveen · Anevelde · De Belt · Benedenvaart · 't Bergje · Braamberg (deels) · Brucht · Collendoorn · Collendoornerveen · Diffelen · Ebbenbroek · Engeland · Gouden Ploeg · Groot-Oever · De Haandrik · 't Haantje · De Haar · Hanekamp · Hardenbergerveld · Heemserveen · Holtheme · Holthone · Hoogenweg · Den Huizen · Den Kaat · Keiendorp · Loozen · Lutten-Oever · Lutterhartje · De Maat · De Meene · De Mulderij · Noord-Stegeren · Den Oosterhuis · Oud-Bergentheim · Oud-Lutten · De Pol · Radewijk · Rheezerveen · De Schans · Sluis 7 · Sponturfwijk · Strooiendorp · Den Velde · Venebrugge · Den Westerhuis · Westerhuizingerveld (deels) · Witman 

Voormalige gemeenten: Avereest · Gramsbergen · Hardenberg (Stad · Ambt)

Overijssel · Steden en dorpen in Overijssel      Nederland · Provincies · Gemeenten